# Sindy Ramírez
Sindy Noelia Ramírez Acosta (Sauce, Canelones, 28 de enero de 1991) es una futbolista uruguaya. Se desempeña actualmente en Racing Club de la Primera División A de Argentina.

## Biografía
Su debut en el Campeonato Uruguayo de Fútbol Femenino fue en el año 2004 con el club Sportivo Artigas de Sauce, camiseta que defendió hasta el 2005. Luego tuvo un breve paso por la INAU durante el 2006 donde logró un subcampeonato al quedar en la segunda posición detrás de Rampla Juniors. Durante los años 2007 y 2008 defendió la camiseta del Club Atlético River Plate donde logra el campeonato uruguayo de fútbol femenino 2007 y el subcampeonato en el 2008. En el año 2009 llega a la Argentina para jugar en San Lorenzo y disputar la clasificación a la primera edición de la Copa Libertadores Femenina logrando la clasificación tras vencer por 5-0 a River Plate. Luego regresa a Uruguay para jugar con el Nacional donde lograría el campeonato uruguayo de fútbol femenino 2010. En 2011 juega para el Club Vida Nueva de San Bautista logrando el título organizado por la ONFI y durante los años 2012 y 2013 vuelve a competir en los torneos organizados por la AUF vistiendo la camiseta del Montevideo Wanderers donde lograría el subcampeonato uruguayo 2012. En 2014 vuelve a la Argentina y al Club Atlético San Lorenzo de Almagro para competir en la Primera División de Fútbol Femenino y en la Primera División de Futsal Femenino de Argentina consiguiendo el Campeonato de Fútbol Femenino 2015 y los torneos de futsal femenino 2015, 2016, el Clausura 2017 y el Anual 2017. Ha sido internacional con la Selección femenina de fútbol de Uruguay, con la que ha disputado la Copa América Femenina 2018 y también con la Selección Uruguaya de Futsal Femenino. En enero de 2023 se confirma como refuerzo de Racing Club.

## Clubes
| Club                                 | País      | Año             |
| ------------------------------------ | --------- | --------------- |
| Sportivo Artigas de Sauce            | Uruguay   | 2004 - 2005     |
| INAU                                 | Uruguay   | 2006            |
| River Plate                          | Uruguay   | 2007 - 2008     |
| Club Atlético San Lorenzo de Almagro | Argentina | 2009            |
| Club Nacional de Football            | Uruguay   | 2010            |
| Montevideo Wanderers                 | Uruguay   | 2012 - 2013     |
| Club Atlético San Lorenzo de Almagro | Argentina | 2014 - 2022     |
| Racing Club                          | Argentina | 2023 - presente |

## Torneos internacionales de clubes

### Participaciones en copas internacionales de fútbol
| Torneo                                    | Club        | Sede    | Año  |
| ----------------------------------------- | ----------- | ------- | ---- |
| Copa Libertadores de Fútbol Femenino 2009 | San Lorenzo | Ecuador | 2009 |

### Participaciones en Copas internacionales de futsal
| Torneo                                    | Club        | Sede     | Año  |
| ----------------------------------------- | ----------- | -------- | ---- |
| Copa Libertadores de Futsal Femenino 2015 | San Lorenzo | Chile    | 2015 |
| Copa Libertadores de Futsal Femenino 2016 | San Lorenzo | Chile    | 2016 |
| Copa Libertadores de Futsal Femenino 2017 | San Lorenzo | Paraguay | 2017 |

## Torneos internacionales de selecciones

### Participaciones en torneos internacionales de fútbol
| Torneo                    | Selección | Sede      | Año  |
| ------------------------- | --------- | --------- | ---- |
| Copa América 2006         | Uruguay   | Argentina | 2006 |
| Juegos Panamericanos 2007 | Uruguay   | Brasil    | 2006 |
| Copa América 2018         | Uruguay   | Chile     | 2018 |

### Participaciones en torneos internacionales de futsal
| Torneo            | Selección | Sede    | Año  |
| ----------------- | --------- | ------- | ---- |
| Copa América 2017 | Uruguay   | Uruguay | 2017 |

## Palmarés

### Campeonatos nacionales de fútbol
| Título             | Club        | País      | Año      |
| ------------------ | ----------- | --------- | -------- |
| Torneo 2007        | River Plate | Uruguay   | 2007     |
| Torneo 2010        | Nacional    | Uruguay   | 2010     |
| Primera División A | San Lorenzo | Argentina | 2015     |
| Primera División A | San Lorenzo | Argentina | Ap. 2021 |

### Campeonatos nacionales de futsal
| Título               | Club        | País      | Año  |
| -------------------- | ----------- | --------- | ---- |
| Torneo 2015          | San Lorenzo | Argentina | 2015 |
| Torneo 2016          | San Lorenzo | Argentina | 2016 |
| Torneo Clausura 2017 | San Lorenzo | Argentina | 2017 |
| Torneo Anual 2017    | San Lorenzo | Argentina | 2017 |
| Copa Argentina 2018  | San Lorenzo | Argentina | 2018 |
| Supercopa 2019       | San Lorenzo | Argentina | 2019 |
| Liga Nacional 2019   | San Lorenzo | Argentina | 2019 |
| Supercopa 2021       | San Lorenzo | Argentina | 2021 |